# Mina Popović
Mina Popović (ur. 16 września 1994 w Kraljevie) – serbska siatkarka, reprezentantka kraju, grająca na pozycji środkowej. 

## Sukcesy klubowe
Puchar Serbii:
- 2012, 2013, 2014

Liga serbska:
- 2012, 2013
- 2014
- 2015

Klubowe Mistrzostwa Świata:
- 2021

Liga turecka:
- 2022[3]

## Sukcesy reprezentacyjne
Mistrzostwa Europy Kadetek:
- 2011

Mistrzostwa Świata Kadetek:
- 2011

Mistrzostwa Europy Juniorek:
- 2012

Igrzyska Europejskie:
- 2015

Puchar Świata:
- 2015

Mistrzostwa Europy:
- 2017, 2019
- 2021, 2023[4]
- 2015

Igrzyska Olimpijskie:
- 2020

Liga Narodów:
- 2022[5]

Mistrzostwa Świata:
- 2022[6]

## Nagrody indywidualne
- 2011 - Najlepsza blokująca Mistrzostw Europy Kadetek
- 2011 - Najlepsza blokująca Mistrzostw Świata Kadetek
- 2012 - Najlepsza blokująca Mistrzostw Europy Juniorek